# Ross Draper
Ross Draper (Wolverhampton, 22 ottobre 1988) è un calciatore inglese, centrocampista dell'Elgin City.

## Palmarès

### Club

#### Competizioni nazionali
- Coppa di Scozia: 1

Inverness: 2014-2015
- Scottish Challenge Cup: 1

Ross County: 2018-2019
- Scottish Championship: 1

Ross County: 2018-2019